# Cheiromeles torquatus
Cheiromeles torquatus é uma espécie de morcego da família Molossidae. Pode ser encontrada na Tailândia, Malásia, Indonésia, Brunei e Filipinas.